# Лаго (Ђенова)
Лаго је насеље у Италији у округу Ђенова, региону Лигурија.
Према процени из 2011. у насељу је живело 111 становника. Насеље се налази на надморској висини од 86 м.